# Catholica
Catholica är ett svenskt bokförlag i Ängelholm som framför allt ger ut katolsk litteratur. Förlaget grundades 1982 av Sigfrid Fredestad (1951–2001). Han gav bland annat ut Katolska kyrkans katekes.
Många av böckerna har haft monastisk prägel, det vill säga varit skrivna av eller handlat om munkar. Framförallt har man givit ut ett antal verk av munken, mystikern och författaren Thomas Merton. Förlagets grundare stod karmelitorden mycket nära.  
Förlaget var också det första i Sverige att ge ut något av dåvarande kardinal Joseph Ratzinger sedermera påve. Boken "Kallad till gemenskap" behandlar kyrkans ursprung i NT, petrusämbetet och prästämbetets väsen.